# Urbasi Sinha
Pour les articles homonymes, voir Sinha.
Urbasi Sinha est une physicienne indienne, professeure à l'Institut de recherche Raman. Ses recherches portent sur la science de l'information quantique et la photonique quantique. Elle est nommée parmi les 100 meilleurs scientifiques d'Asie en 2018, puis nommée Emmy Noether Fellow en 2020 et elle reçoit le Chandrasekarendra Saraswathi National Eminence Award en 2023.

## Formation
Sinha naît à Londres et obtient ses diplômes de premier cycle et des cycles supérieurs à l'université de Cambridge. Ses recherches portent sur les dispositifs supraconducteurs,. Son doctorat porte sur l'exploration de l'effet Josephson,. Elle déménage à l'Institut d'informatique quantique (en) pour ses recherches postdoctorales. où elle s'intéresse à l'informatique quantique et à l'optique. Là, elle développe une variation à triple fente de l'expérience à double fente ; tester la règle Born (en),. La règle de Born prédit la probabilité qu'une mesure effectuée dans un système quantique donne un résultat particulier.

## Recherche et carrière
Lorsque Sinha revient du Canada à Bangalore, elle est nommée professeure à l'Institut de recherche Raman. Elle y dirige le laboratoire Quantum Information and Computing Lab (QuIC). Là, elle commence à travailler sur la photonique quantique et le développement d'un Internet quantique (en). Parallèlement aux applications technologiques, Sinha s'intéresse à tester des phénomènes quantiques fondamentaux, notamment l'inégalité de Leggett-Garg. En 2017, Sinha est nommée Homi Bhabha Fellow au Laboratoire Cavendish . 
En 2020, Sinha est nommée Emmy Noether Fellow à l’Institut Périmètre de physique théorique. Son groupe de recherche a démontré un canal de communication quantique entre plates-formes fixes et mobiles en 2023. Urbasi participe à la conception de la National Quantum Mission India (en)
En 2023, Sinha a obtenu une chaire d'excellence en recherche du Canada en sciences et technologies photoniques quantiques à l'Université de Calgary,.

## Prix et distinctions
- 2017 Boursière Homi Bhabha [8]
- 2018 Prix ICTP-ICO Gallieno Denardo en optique [13]
- Classement des 100 meilleurs scientifiques d'Asie en 2019 [3]
- 2023 Prix d'éminence nationale Chandrasekarendra Saraswathi

## Publications (sélection)
- (en) Urbasi Sinha, Christophe Couteau, Thomas Jennewein, Raymond Laflamme et Gregor Weihs, « Ruling out multi-order interference in quantum mechanics », Science, Amérique septentrionale, AAAS, vol. 329, no 5990,‎ 1er juillet 2010, p. 418-421 (ISSN 0036-8075 et 1095-9203, OCLC 1644869, PMID 20651147, DOI 10.1126/SCIENCE.1190545, arXiv 1007.4193).
- (en) Rahul Sawant, Joseph Samuel, Aninda Sinha, Supurna Sinha et Urbasi Sinha, « Nonclassical paths in quantum interference experiments », Physical Review Letters, Woodbury, APS, vol. 113, no 12,‎ 19 septembre 2014, p. 120406 (ISSN 0031-9007, 1079-7114 et 1092-0145, OCLC 1715834, BNF 34469702, PMID 25279612, DOI 10.1103/PHYSREVLETT.113.120406, arXiv 1308.2022).
- Urbasi Sinha, Christophe Couteau, Zachari Medendorp, Immo Söllner, Raymond Laflamme, Rafael Sorkin, Gregor Weihs, Luigi Accardi, Guillaume Adenier, Christopher Fuchs, Gregg Jaeger, Andrei Yu. Khrennikov, Jan-Åke Larsson et Stig Stenholm, « Testing Born’s Rule in Quantum Mechanics with a Triple Slit Experiment », AIP Conf. Proc.,‎ 2009 (DOI 10.1063/1.3109942, arXiv 0811.2068).

## Vie privée
Son mari, Aninda Sinha (en), est physicien des hautes énergies à l'Institut indien des sciences.